# Notte della Taranta
La Notte della Taranta è un festival di musica popolare che mira a valorizzare la musica tradizionale salentina attraverso la sua riproposta e la contaminazione con altri linguaggi musicali. Si svolge nel mese di agosto, in forma itinerante in varie piazze del Salento, iniziando da Corigliano d'Otranto e culminando nel concertone di Melpignano che vede la partecipazione di musicisti di fama nazionale ed internazionale.
Ogni edizione del concertone finale è affidata a un "maestro concertatore" che ha il compito di arrangiare le musiche tradizionali del Salento fondendone i ritmi con quelli di altre tradizioni musicali.

## Storia
La prima edizione del festival risale al 1998. Nell'agosto del 2008 nasce la fondazione "La Notte della Taranta" con l'obiettivo di definire indirizzi e scelte strategiche e gestionali, promuovendo iniziative autonome e coordinando l'azione dei soci per la valorizzazione e la tutela del territorio salentino. In particolare, sostiene lo studio del patrimonio etnografico favorendo manifestazioni culturali, musicali, sociali e di comunicazione, e progetti di sostegno e sviluppo della ricerca sul fenomeno del tarantismo, delle tradizioni grike e salentine, con specifico riferimento alla musica popolare. Oggi la Fondazione cura l'organizzazione e la produzione del Festival "La notte della Taranta" ed è impegnata in diversi progetti condotti in sinergia con le principali Università italiane e straniere e i centri di ricerca di usi sul territorio salentino, con il fine di studiare e approfondire le tradizioni e le molteplici culture locali.

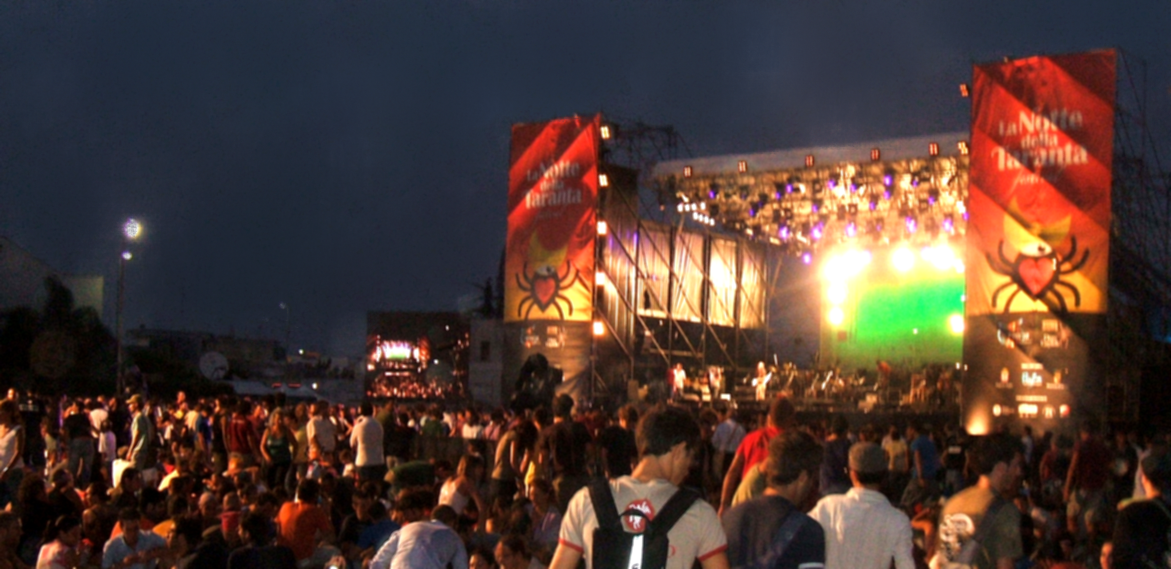
Fasi iniziali del concertone del decennale (2007), presso il prato dell'ex convento degli agostiniani a Melpignano.

Presidente della Fondazione è stato Massimo Bray sino al 27 aprile 2013, data in cui è stato nominato Ministro dei Beni e delle attività culturali e del turismo del governo Letta. Il 3 luglio del 2013 è stato nominato nuovo presidente Massimo Manera.
L'edizione 2020 si è svolta a porte chiuse a causa della pandemia in corso, mentre quella del 2021, per lo stesso motivo, ha limitato le presenze a mille persone.

## Maestri concertatori
| Anno | Maestro concertatore    | Nazionalità          |
| ---- | ----------------------- | -------------------- |
| 1998 | Daniele Sepe            | Italia               |
| 1999 | Piero Milesi            | Italia               |
| 2000 | Joe Zawinul             | Austria              |
| 2001 | Piero Milesi            | Italia               |
| 2002 | Vittorio Cosma          | Italia               |
| 2003 | Stewart Copeland        | Stati Uniti          |
| 2004 | Ambrogio Sparagna       | Italia               |
| 2005 | Ambrogio Sparagna       | Italia               |
| 2006 | Ambrogio Sparagna       | Italia               |
| 2007 | Mauro Pagani            | Italia               |
| 2008 | Mauro Pagani            | Italia               |
| 2009 | Mauro Pagani            | Italia               |
| 2010 | Ludovico Einaudi        | Italia               |
| 2011 | Ludovico Einaudi        | Italia               |
| 2012 | Goran Bregović          | Bosnia ed Erzegovina |
| 2013 | Giovanni Sollima        | Italia               |
| 2014 | Giovanni Sollima        | Italia               |
| 2015 | Phil Manzanera          | Inghilterra          |
| 2016 | Carmen Consoli          | Italia               |
| 2017 | Raphael Gualazzi        | Italia               |
| 2018 | Andrea Mirò             | Italia               |
| 2019 | Fabio Mastrangelo       | Italia               |
| 2020 | Paolo Buonvino          | Italia               |
| 2021 | Enrico Melozzi e Madame | Italia               |
| 2022 | Dardust                 | Italia               |
| 2023 | Fiorella Mannoia        | Italia               |
| 2024 | Shablo                  | Argentina / Italia   |
| 2025 | David Krakauer          | Stati Uniti          |

### Ospiti
Sono molti gli artisti e i cantautori di fama nazionale e internazionale che nel corso degli anni si sono esibiti come ospiti dell'orchestra o in apertura del concerto.
| Anno | Ospiti |
| ---- | --- |
| 1998 | Canzoniere Grecanico Salentino, Avleddha, Arakne Mediterranea, Uccio Aloisi, Aia Noa, Asteria e Tamburellisti di Torrepaduli                                                           |
| 1999 | Claudio "Cavallo" Giagnotti |
| 2000 | Manolo Badrena, Richard Bona, Lelo Nika e Maurizio Dei Lazzaretti |
| 2001 | Orchestra Sinfonica Tito Schipa, Claudio "Cavallo" Giagnotti e Dupain |
| 2002 | Andrea Parodi, Noa e Solis String Quartet |
| 2003 | Raiz, Nabil Salameh, Teresa De Sio, Giovanni Lindo Ferretti e Ambrogio Sparagna |
| 2004 | Franco Battiato, Gianna Nannini, Giovanni Lindo Ferretti, Francesco Di Giacomo e Gianni Maroccolo                                                                                      |
| 2005 | Pino Zimba, Piero Pelù, Davide Van De Sfroos, Francesco De Gregori, Giovanna Marini, Compagnia Sonadur di Ponte Caffaro e Sud Sound System                                             |
| 2006 | Lucio Dalla, Graziano Galatone, Buena Vista Social Club, Carmen Consoli, Peppe Servillo e Lucilla Galeazzi                                                                             |
| 2007 | Giuliano Sangiorgi, Massimo Ranieri, Morgan, Ginevra Di Marco, Giovanni Sollima, Orchestra di Piazza Vittorio, Eva Quartet, Piero Brega, Badarà Seck, Gavino Murgia e Mario Arcari     |
| 2008 | Vinicio Capossela, Caparezza, Richard Galliano, Radiodervish, Après La Classe e Sud Sound System                                                                                       |
| 2009 | Alessandra Amoroso, Mira Awad, Z-Star, Simone Cristicchi, Eugenio Finardi, Noa e Angélique Kidjo                                                                                       |
| 2010 | Sud Sound System, Dulce Pontes, Savina Yannatou, Mercan Dede, Tambours Du Burundi, Taraf De Haïdouks e Ballaké Sissoko                                                                 |
| 2011 | The Chieftains, Justin Adams & Juldeh Camara, Joji Hirota & The Taiko Drummers, Mercan Dede & Secret Tribe, Diego El Cigala, Ballaké Sissoko e Sud Sound System                        |
| 2012 | Tonči Huljić & Madre Badessa Band, Coro delle Mondine di Novi e Mascarimirì |
| 2013 | Emma, Max Gazzè, Niccolò Fabi, Miguel Àngel Berna, Roby Lakatos, Alfio Antico e Eugenio Bennato                                                                                        |
| 2014 | Antonella Ruggiero, Roberto Vecchioni, Mannarino, Bombino, Glen Velez, Enrico Melozzi, Lori Cotler, Avi Avital e Fratelli Mancuso                                                      |
| 2015 | Luciano Ligabue (con Federico Poggipollini e Luciano Luisi), Tony Allen, Paul Simonon, Andrea Echeverri, Anna Phoebe, Raúl Rodríguez e Canzoniere Grecanico Salentino con Erri De Luca |
| 2016 | Fiorella Mannoia, Lisa Fischer, Concha Buika, Nada e Tosca |
| 2017 | Gregory Porter, Suzanne Vega, Yael Deckelbaum, Tim Ries, Pedrito Martinez, Boomdabash e Gerry Leonard                                                                                  |
| 2018 | LP, Clementino, James Senese, Enzo Gragnaniello, Yilian Cañizares, Dhoad Gypsy of Rajasthan, Après La Classe e Mino De Santis                                                          |
| 2019 | Elisa, Gué Pequeno, Salif Keïta, Enzo Avitabile, Alessandro Quarta, Gino Castaldo, Stefano De Martino, Belén Rodríguez e Maurizio Colonna                                              |
| 2020 | Diodato, Mahmood, Gianna Nannini, Sergio Rubini, Orchestra Roma Sinfonietta e Jovanotti                                                                                                |
| 2021 | Madame, Al Bano, Il Volo e Orchestra Notturna Clandestina |
| 2022 | Samuele Bersani, Gino Castaldo, Elodie, Kety Fusco, Madame, Marco Mengoni, Massimo Pericolo, Stromae, Studio Murena                                                                    |
| 2023 | Arisa, Brunori Sas, Carlo di Francesco, Clemente Ferrari, Tananai |
| 2024 | Luca Faraone, Gaia, Geolier, Angelina Mango, Ste, Ema Stokholma, Riccardo Zangirolami                                                                                                  |
| 2025 | Serena Brancale, Canzoniere Grecanico Salentino, Anna Castiglia, Antonio Castrignanò, Ermal Meta, Giuliano Sangiorgi, Settembre, Ema Stokholma, Tara                                   |

### Presidenti della Fondazione
- 2010-2013 – Massimo Bray
- 2013-2024 – Massimo Manera
- 2024- Massimo Bray

## Tappe del festival
Originariamente, la Notte della Taranta durante il festival itinerante faceva tappa in 15 comuni salentini: Alessano, Andrano, Calimera, Carpignano Salentino, Castrignano dei Greci, Corigliano d’Otranto, Cursi, Cutrofiano, Galatina, Martano, Martignano, Soleto, Sternatia, Zollino e Lecce.
Dal 2015, le tappe diventano 16 con l'aggiunta del comune di Sogliano Cavour, mentre dal 2017 le tappe sono 17, per l'aggiunta di Acaya, frazione di Vernole.

## Presenze e telespettatori
Le presenze del solo concertone finale, che dal 1999 si svolge sul grande prato antistante il Convento degli Agostiniani di Melpignano, sono passate dalle 5.000 del 1998 alle 200.000 del 2022, come risulta dalla tabella sottostante:
| Edizione | Spettatori del concertone finale | Telespettatori |
| -------- | -------------------------------- | -------------- |
| 1998     | 5.000                            |                |
| 1999     | 15.000                           |                |
| 2000     | 30.000                           |                |
| 2001     | 50.000                           |                |
| 2002     | 60.000                           |                |
| 2003     | 60.000                           |                |
| 2004     | 70.000                           |                |
| 2005     | 90.000                           |                |
| 2006     | 100.000                          |                |
| 2007     | 120.000                          |                |
| 2008     | 150.000                          |                |
| 2009     | 100.000                          |                |
| 2010     | 120.000                          |                |
| 2011     | 110.000                          |                |
| 2012     | 120.000                          |                |
| 2013     | 130.000                          |                |
| 2014     | 120.000                          |                |
| 2015     | 150.000                          |                |
| 2016     | 200.000                          |                |
| 2017     | 150.000                          |                |
| 2018     | 200.000                          |                |
| 2019     | 200.000                          | 569.000        |
| 2020     | 0                                | 412.000        |
| 2021     | 1.000                            | 750.000        |
| 2022     | 200.000                          | 426.000        |
| 2023     | 200.000                          | 504.000        |
| 2024     | 200.000                          | 1.000.000      |

## Televisione
A partire dal 2000, il concertone finale di Melpignano viene trasmesso in diretta televisiva e in streaming su Internet. La diretta è stata inizialmente affidata all'emittente salentina Telerama, dal 2007 affiancata da Telenorba. Dal 2012 il concerto è stato trasmesso in diretta nazionale sull'emittente Cielo, su Rai Radio 3 e sul canale YouTube della Fondazione.
Nel 2014 e 2015 la notte della Taranta è trasmessa in diretta su Rai 5 ed è condotta da Livio Beshir.
L'edizione 2019 viene trasmessa in diretta su Rai 2, a partire dalle 22:40. Conduttori della serata, il critico musicale Gino Castaldo, insieme alla coppia Stefano De Martino e Belén Rodríguez.
L'edizione 2021 viene trasmessa per la prima volta su Rai 1 il 4 settembre a partire dalle ore 23:15. Maestri concertatori Enrico Melozzi e Madame, ospiti Al Bano e Il Volo. L'edizione registra il record storico di ascolti televisivi (circa 750mila spettatori).
L'edizione 2022 è andata in onda, sempre su Rai 1, il 1º settembre a partire dalle ore 23:15. Maestro concertatore è Dardust, mentre a condurre la serata ci sono Madame e Gino Castaldo. Ospiti Elodie, Marco Mengoni, Samuele Bersani, Massimo Pericolo e Stromae. La trasmissione viene seguita da 426.000 spettatori.
L'edizione 2024 viene trasmessa per la prima volta in diretta nella prima serata di Rai 3 e Rai Radio 2.

## Trasporti
In occasione del concertone finale presso Melpignano, che richiama ogni anno decine di migliaia di spettatori, vengono organizzati collegamenti straordinari per facilitare l’afflusso e il deflusso del pubblico. Numerose aziende private mettono ogni anno a disposizione autobus con partenze da diverse località della Puglia e da altre regioni limitrofe.
Inoltre, grazie alla collaborazione con la Regione Puglia e le Ferrovie del Sud Est, quest'ultima in qualità di vettore ufficiale dell'evento, le FSE predispongono ogni anno, per l’intera notte del concertone finale, un servizio potenziato di treni e autobus con corse ferroviarie speciali sulle linee 5 Lecce-Gallipoli e 6 Zollino-Gagliano, integrate da navette su gomma in partenza da varie località costiere e dell’entroterra verso Melpignano e viceversa, garantendo così collegamenti continuativi fino alle prime ore del mattino.